# Terrissa

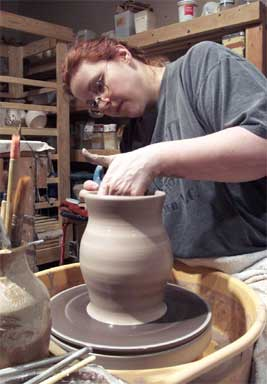
Fabricació d'una peça de terrissa amb el torn

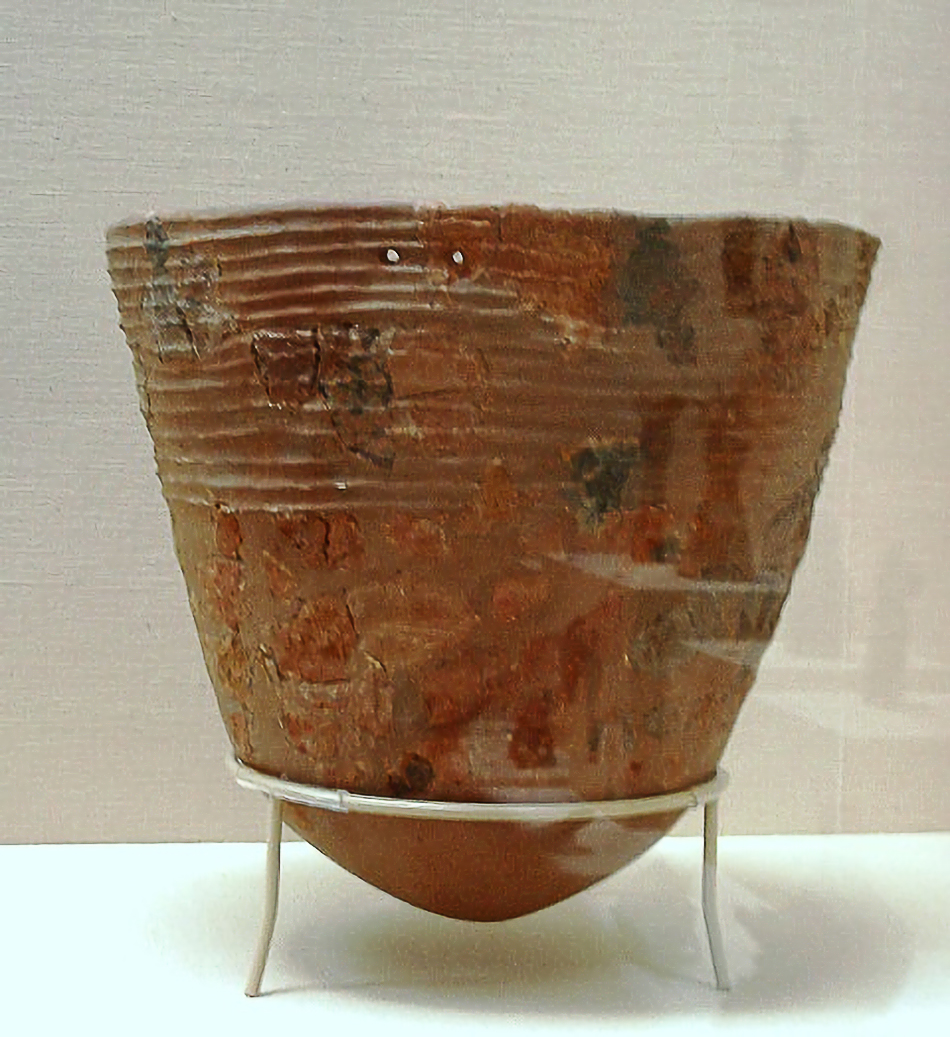
Atuell del període Jōmon (Japó) considerat el més antic del món.

La terrissa, anomenada cantereria a molts indrets del País Valencià i les Terres de l'Ebre, és l'objecte o conjunt d'objectes, tals com olles, càntirs, gerres, perols, cassoles o tests, fets de terra argilosa afaiçonada quan és molla i pastada, i després cuita. La manca d'esmalts i vernissos, el tipus de terra, la coloració rogenca que li donen després de la cocció els derivats de ferro i, sobretot, la destinació a l'ús domèstic, en fan una categoria especial dins la ceràmica. La terrissa es distingeix, d'una banda, dels productes artístics com són les ceràmiques, terracotes, porcellanes, i rajoles de València, i de l'altra, de les peces de terra cuita sortides de la bòbila, o de productes com la vaixella fina coneguda amb el nom de pisa.
La peça més antiga que es coneix és un atuell del període Jōmon de prehistòria del Japó (10000 aC i 8000 aC), peça que actualment s'exposa al Museu Nacional de Tòquio. El seu nom li ve donat per les marques de corda amb les que està decorada. Existeixen trossos de terrissa trobats al sud de la Xina i amb el mètode del carboni 14 s'ha datat i es creu que és un material elaborat entre els 14000 anys aC i el 9000 anys aC.

## Història
Els primers objectes de terrissa es remunten al període Paleolític i es tracta de gerres o de petites representacions de divinitats maternals i de culte a la fertilitat. D'altra banda, una de les tècniques que caracteritzen les cultures neolítiques, i que es considera una prova per a l'ordenació cronològica, és la ceràmica o l'argila modelada. Les petites figures d'argila cuita ja es trobaven al Paleolític Superior, encara que és al Neolític quan apareix el buit a partir del treball amb argila i, per tant, es troba una utilitat en els atuells, que s'usen en l'elaboració dels aliments cuinats al foc. Al Pròxim Orient, s'ha trobat ceràmica d'un o dos mil·lennis anteriors a l'aparició del cultiu de cereals, per la qual cosa aquesta associació del naixement de la ceràmica amb la pràctica agrícola i culinària roman encara dins una certa confusió.
Els primers artesans especialitzats van aparèixer a Mesopotàmia, que van inventar estris i eines per treballar millor l'argila, com són el torn i el forn per coure-la. Tant a Grècia com als Balcans la influència de la cultura d'Anatòlia es copsa en atuells amb forma de tulipa i fons d'engalba vermella i blanca. A Grècia va començar a decorar-se les peces amb motius geomètrics, que eren els detalls més habituals, juntament amb reproduccions de plantes i escenes quotidianes, que es feien tot imitant l'art de l'escultura.
A l'Europa mediterrània, les peces més antigues són, probablement, les trobades al jaciment de Camprafaud (Llenguadoc) i Verdelpino (Conca), peces datades al mil·lenni VI; no presenten cap mena de decoració. També hi ha peces del mil·lenni III trobades a Catalunya, Provença, Còrsega i Dalmàcia; en aquest cas, la seva decoració es basa en la impressió amb petxines marines, tècnica anomenada «montserratina», per la seva gran abundància en la serra de Montserrat, i que també és coneguda com a ceràmica cardial.
Estrabó i Plini atribuïen la invenció de la roda del terrissaire a l'escita Anacarsis que va morir cap al 550 aC. Tanmateix, Homer parla ja d'ella en les seves obres i se sap que el pare de la poesia grega va precedir en diversos segles el deixeble de Soló.

## Evolució

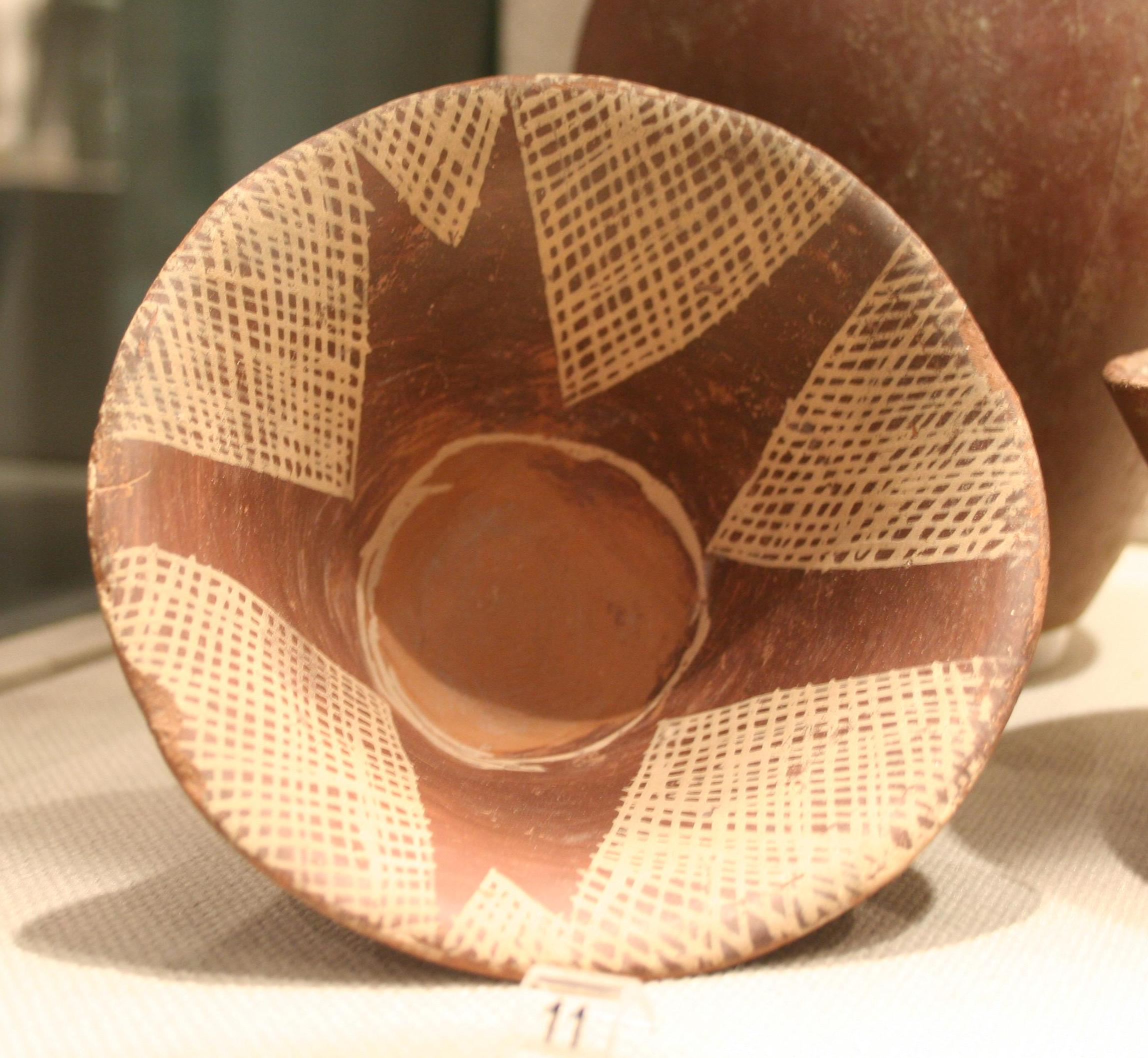
Atuell egipci de la fase Naqada I, circa 3700 aC

Amb les troballes arqueològiques a l'Alt Egipte, a la fase Naqada I, fan suposar que des del 4500 al 3500 aC es practicava l'agricultura. També s'enterraven els morts en tombes, on era freqüent l'ús de paraments funeraris entre els quals era normal trobar atuells de terracota vermella amb motius pintats en blanc; les decoracions que predominaven eren les de tipus geomètric, com ara triangles, semicercles i espigues. Cap al 4000 aC al poble de Badari es fabricaven atuells de terrissa de fines parets polides, i de cap al 3600 aC s'han trobat grans quantitats d'atuells pintats, amb figures d'animals i també amb escenes de vaixells de rems.
Durant el Neolític mitjà, la cultura Dimini, a Grècia, va produir una ceràmica amb una gran varietat de formes i amb una ornamentació policroma, sobretot d'espirals i greques. Al final d'aquest període i a principis del Neolític final es va utilitzar una terrissa negra brunyida d'influència anatòlica. L'anomenat Neolític danubià del centre d'Europa, que existí a començaments del mil·lenni V aC, produïa una ceràmica que estava caracteritzada per la decoració de «bandes», amb unes formes que eren extremament senzilles de vasos sense nanses i de coll ample. Les línies de la decoració estaven realitzades a base d'incisions paral·leles i puntuats.

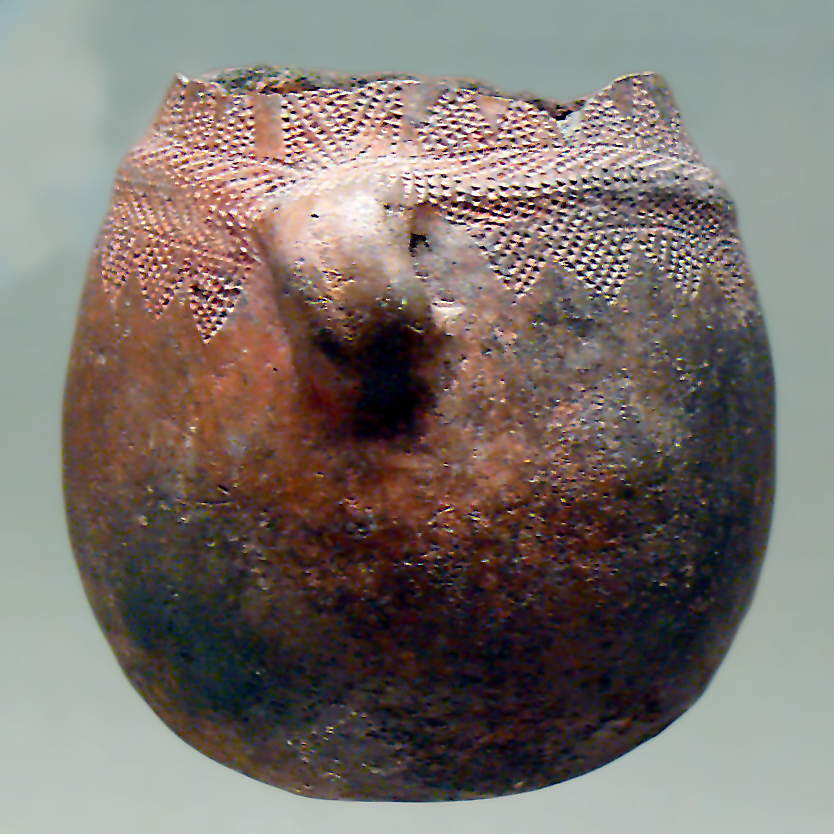
Ceràmica cardial de la cova de La Sarsa, València

Al mateix Neolític, la terrisseria domèstica va aparèixer a petites poblacions com al jaciment d'Hacilar (oest de Turquia), es reduïen a atuells cuits a baixa temperatura i decorades amb franges llises pintades amb argila blanca no ferrosa. Del mil·lenni IV aC són els grups de terrisseria trobats als yaciments de Gumelnitsa, Salcutsa a Romania i Tripole i Cucateni a Ucraïna de formes amb perfil convex a la part superior i còncau en la inferior, la decoració era geomètrica.
La influència d'aquest tipus de terrissa es copsa a zones de l'Adriàtic i d'Itàlia amb característiques pròpies, com les realitzades a Venècia i Llombardia durant el mil·lenni IV aC. Entre les seves peculiaritats cal destacar que són vasos amb boca quadrada. L'arribada i influència de gent d'aquestes zones que es van establir a Catalunya va significar la producció de peces de ceràmica similars, com són gots de boca quadrada, que s'han trobat en algunes sepultures de l'anomenada cultura dels sepulcres de fossa que hi ha especialment per la zona del Solsonès.
En el període inicial de l'edat del bronze la major part dels atuells estan realitzats, en la civilització micènica, a mà sense l'ajut de cap roda de terrissaire, que va ser introduïda al final d'aquesta poca, aconseguint amb això una més gran regularitat en la producció. Quasi tots els atuells estan polits amb una eina que deixa unes marques, la pintura primitiva es feia amb argila líquida. Les línies gravades s'omplien amb una altra argila blanca. A Creta es va produir una tècnica d'enfornat que produïa un acabament de les peces amb esquitxos en vermell i negre. Les gerres amb broc són comunes durant l'estil ciclàdic realitzades amb una pintura mat.

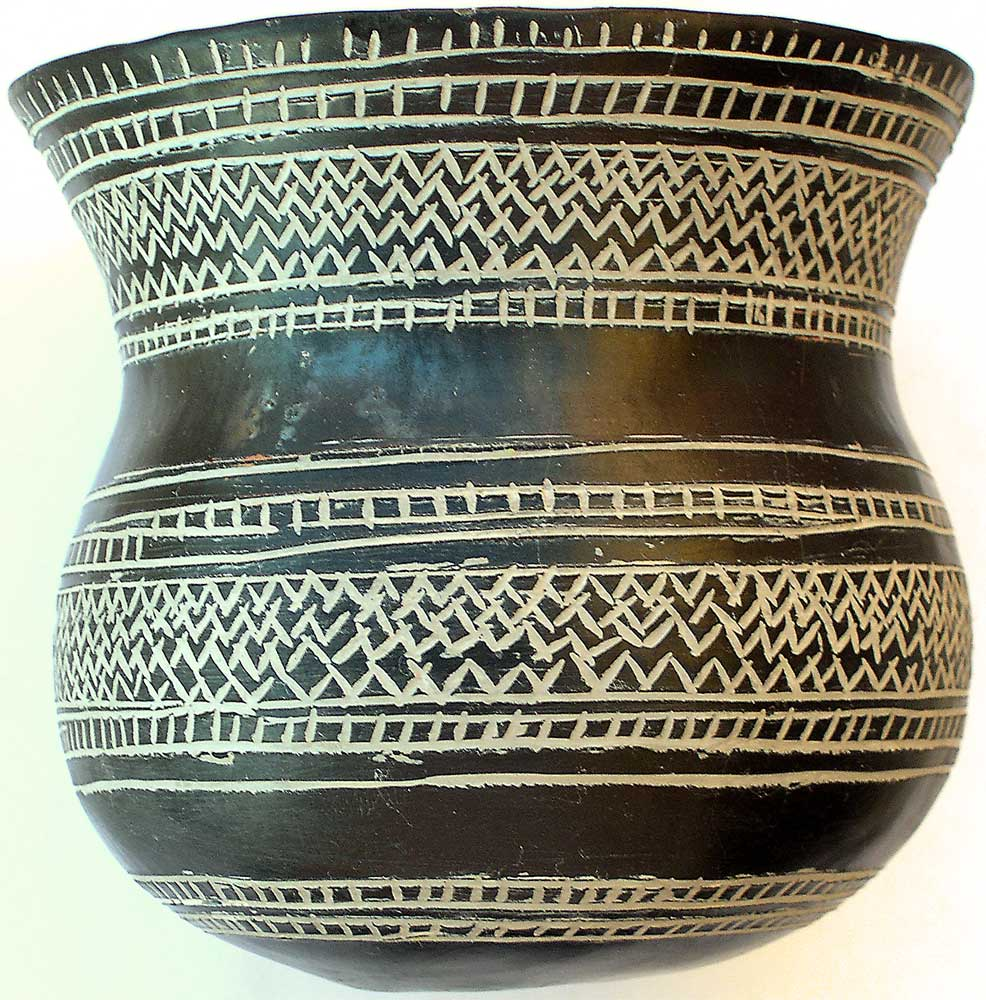
Vas campaniforme trobat a Ciempozuelos va ser realitzat en argila negra, polit amb una capa de fang fi, i decorat amb motius geomètrics de pasta blanca

A l'antiguitat americana la majoria dels seus pobles eren agrícoles i, per tant, sedentaris, fet que va fer que es produïssin grans quantitats d'atuells domèstics per al seu ús culinari o d'emmagatzematge. Encara que es van utilitzar diverses argiles segons el territori on es fabricaven, el forn obert era l'únic conegut a tota l'Amèrica indígena. La tècnica de la realització era, en general, a mà, sense ajut de torn, i es va fer servir el motlle segons l'època i la cultura. Les formes són semblants, encara que amb certes particularitats, a les de Mèxic, on també s'utilitzaven els bols petits amb potes i el fons ratllat amb incisions que servien per moldre el «chile» i d'altres condiments. També es van realitzar urnes funeràries, sobretot al territori sudamaricà.
L'origen de la ceràmica es produeix a la costa de l'Equador cap al 3200 aC. Es van fer uns estudis realitzats per arqueòlegs nord-americans i equatorians, on es va tractar de demostrar les semblances d'aquesta ceràmica amb la de la cultura japonesa del període Jōmon. En tots dos països, les formes i tècniques tenien relació amb les seves economies, preferentment sobre productes del mar. A Colòmbia es troben troballes de terrissa datades l'any 2925 aC amb atuells molt toscs de bols semiesfèrics. Olles de color vermellós i negre apareixen a Perú ja al període una mica més tardà, cap al 1800 aC.
Als Estats Units, destaca la cultura existent a la part est del país, anomenada del «bosc». Cap a l'any 2000 aC apareix una ceràmica amb impressions a base de cordes o teixits, tècnica que es realitza palmejant la superfície dels atuells amb paletes de fusta on es troben cordes enrotllades o teixits.

### Península Ibèrica

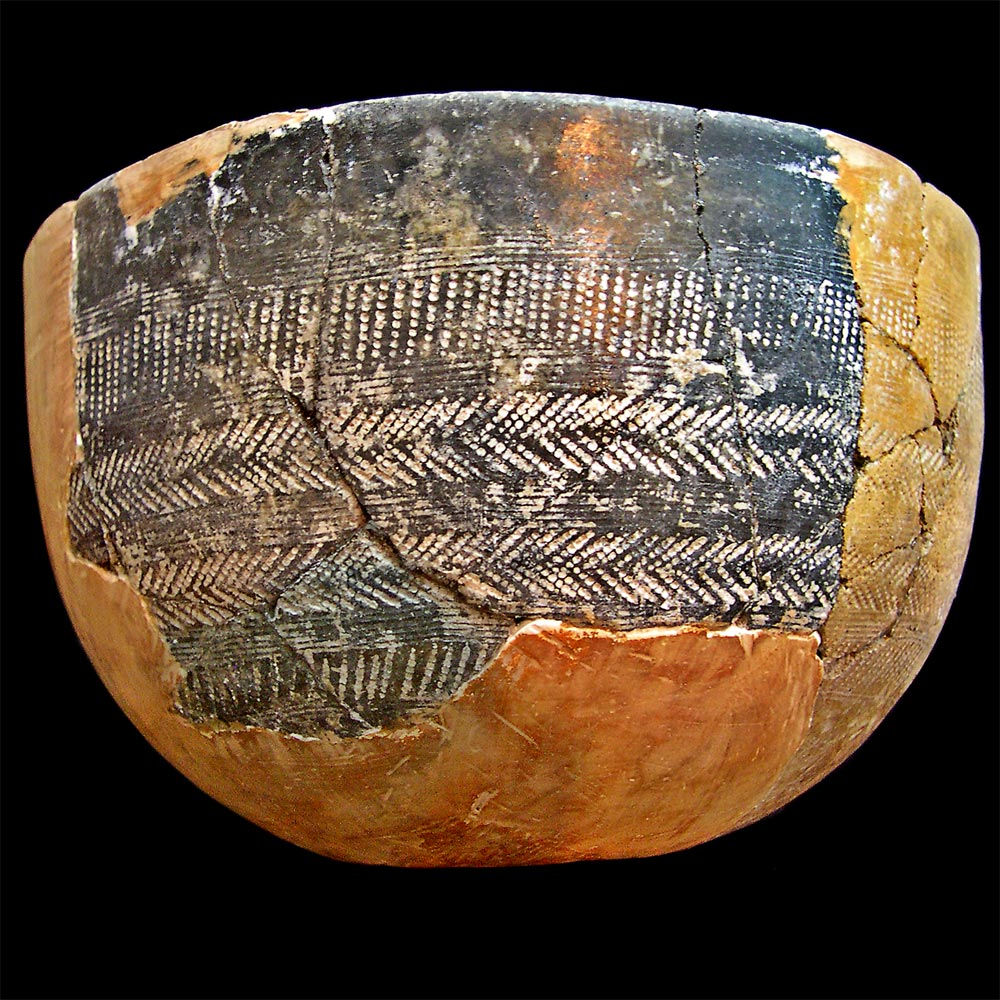
Atuell de Cogotas II al museu Arqueològic de Valladolid

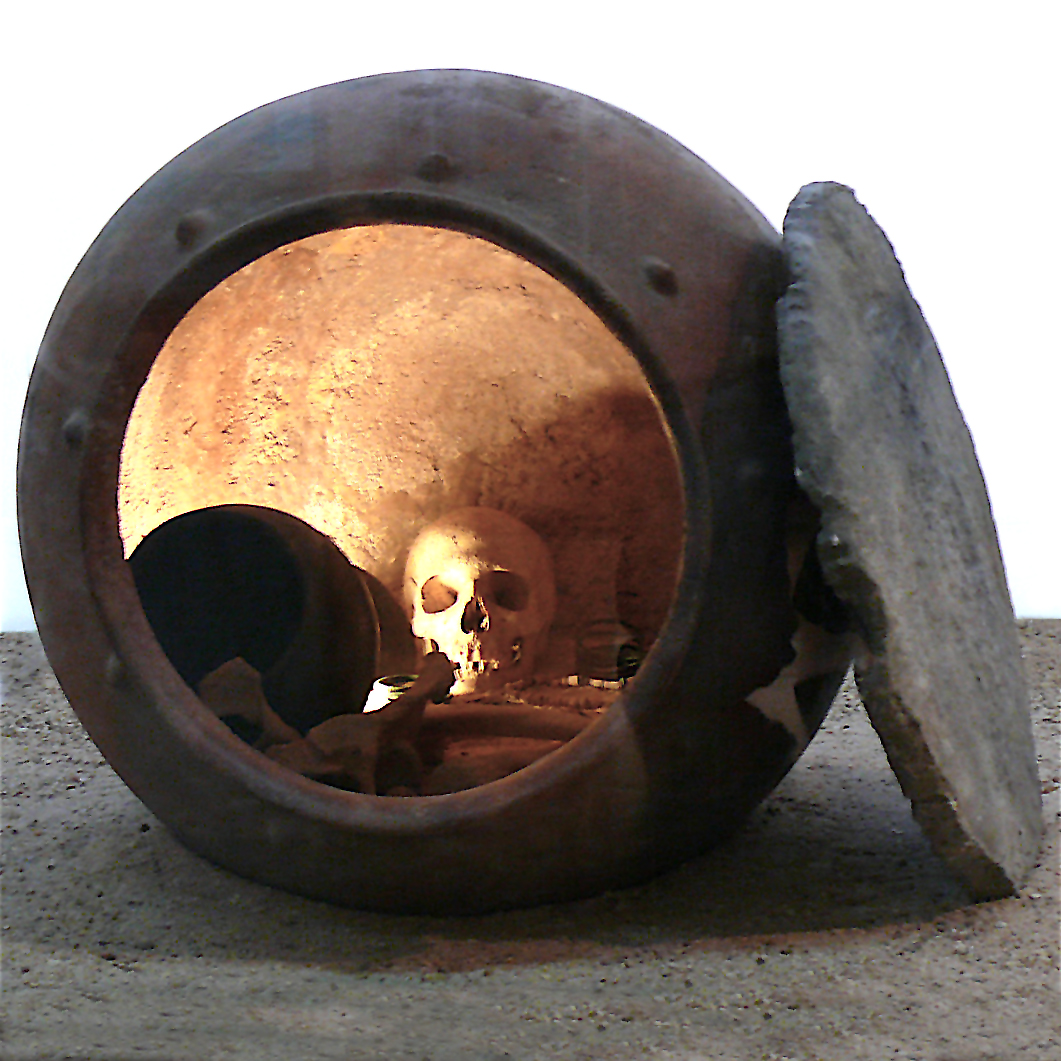
Enterrament de la cultura de El Argar dins una tina

Les tècniques es van anar transmetent lentament des del Pròxim Orient cap a Europa occidental, i també a la península Ibèrica, amb un desfasament d'uns dos mil anys aproximadament. Aquest procés evolucionà d'acord amb una sèrie de factors: 
- L'entorn natural i climàtic propi del lloc. El factor geològic com a base de la matèria primera era necessari per a obtenir el material primer, l'argila, i també calia l'existència d'arbres per aconseguir la llenya que s'usava en la posterior cocció en forns. El clima va ser un factor important, ja que, per exemple, a llocs com Sibèria o la Patagònia no es va arribar a produir ceràmica. També a la península Ibèrica hi ha grans desfasaments entre regions de la costa amb les de la Meseta, el Cantàbric o les illes Balears i les Canàries. En unes zones el progrés i evolució era constant i en altres el mateix sistema i tècnica perdurava durant més anys. També se sap que durant els mesos d'hivern no s'arribava a treballar a causa del fred.[20]
- La dinàmica cultural. Un altre factor perquè la tecnologia evolucioni, són les circumstàncies socials i culturals. Una concentració de poder com el que succeí en les grans civilitzacions de l'antiguitat impulsa la necessitat d'elaborar objectes sumptuaris per a palaus i cultes religiosos, així com vaixelles, atuells per guardar aliments i begudes. L'influx d'altres pobles més poderosos com els fenicis, grecs, àrabs i romans, introduïren el seu estil i les formes dels atuells a pobles que restaven sota el seu domini.[21]
- L'augment de la demografia i les seves necessitats. És natural que quan es produeix un increment demogràfic més accelerat, les necessitats funcionals augmenten, cal que els productes es transportin i s'emmagatzemin, com està demostrat que succeí en una època com el Neolític.[21]

Segons les últimes datacions, es consideren que les ceràmiques més primitives del nostre àmbit foren les del tipus cardial, com les dels jaciments de la Cova de l'Or (4770 aC) a Benicadell, i les de Les Cendres (4670-4160 aC) a Aitana del País Valencià. Altres datacions obtingudes es remunten al mil·lenni VI aC, com les trobades a la Cova Fosca d'Ares del Maestrat a Castelló, l'Abrigo Grande de los Grajos de Cieza a Múrcia, la Cueva de los Murciélagos d'Albuñol i del Nacimiento de Pontones a Granada
Cap al 2000 aC, grups d'emigrants orientals es va escampar per la península Ibèrica de les costes del sud cap a l'interior, desenvolupant-se la cultura megalítica de la península Ibèrica, que va donar origen a la cultura del vas campaniforme que més tard s'estendria cap a França i Alemanya. Una mica més tard, cap al 1700 aC, aparegué la cultura d'El Argar, al sud de la península Ibèrica, on s'han trobat sepultures realitzades en tines ubicades en el mateix subsòl dels habitatges, amb gran quantitat d'objectes; entre ells, hi ha molta ceràmica. Les tines són per a personatges individuals, sense cap classe d'ornamentació, en molts casos brunyides i amb unes mides d'un metre d'altura per 70-80 cm de diàmetre; les més grans van ser trobades a la regió de Múrcia. S'observa que quan el difunt, a conseqüència de la seva mida, no hi cabia, s'utilitzaven dues gerres oposades per ambdues boques. En aquests paraments funeraris es troben diversos tipus d'atuells: les de «tulipa», amb base semiesfèrica i la part superior cònica, i les «copes», amb el peu baix tot i que algunes són de peu alt, amb el receptacle de forma esfèrica.
Entre el 1300 i el 750 aC es produeix l'anomenada Cultura dels Camps d'Urnes. El ritu de la incineració s'introdueix a la península a través dels Pirineus en direcció cap al nord-est, a les valls lleidatanes dels rius Segre i Cinca; els objectes guarden una gran similitud amb els del baix Aragó i la vall de l'Ebre. Les ceràmiques de referència són les «acanalades».
Una de les necròpolis més estudiades és la de La Punta del Pi al Port de la Selva que conté uns setanta enterraments; a la necròpolis d'Espolla s'han trobat més de dues-centes urnes. Les urnes es col·locaven al centre de la fossa i tenen una dimensió de 25 a 30 centímetres, la majoria amb una tapadora també de ceràmica i decorades amb franges de solcs estriats d'aquí el nom d'acanalades. La incineració es va estendre per la resta de la península, com es pot veure a les necròpolis de la Peña Negra de Crevillent, o a la Meseta Central les troballes de Las Cogotas i de La Osera amb més de dos mil enterraments, on molts dels seus atuells es troben amb embotiments d'incrustacions d'argila blanca que formen decoracions. A Andalusia occidental el tipus d'urnes presenten una decoració puntejada mentre que a la part oriental són llises i brunyides. A tota la península es troba ceràmica negra.

### Tartessos
A començaments de l'edat del ferro, a la ceràmica s'afegeixen pintures policromes, vernissos i s'utilitzen forns de doble cambra. La vaixella presenta tota una varietat de formes i decoracions que han anat adoptant els artesans del lloc, a partir de les aportacions realitzades pels fenicis, grecs i cartaginesos. La cultura dels tartessis se situa entre les ciutats de Huelva, Cadis i Sevilla i tota la regió sud-oest d'Andalusia; abasta un període que va des de l'any 1000 aC fins al 535 aC, any de la batalla d'Alàlia. El senyal més evident pel que fa a la ceràmica és el modelatge del terrissaire i el forn de doble cambra. La decoració és la del tipus Carambolo, o sigui, amb la influència geomètrica d'imitació fenícia i grega i els acabats de les peces amb nanses, vores enfora i de base plana, detalls que caracteritzen la producció d'Andalusia occidental. A Carmona es van trobar atuells decorats amb influències orientals; probablement, anaven destinades com a ofrenes als déus, i apareixen figures realistes de grifons, bous i ocells fantàstics.

### Cultura talaiòtica

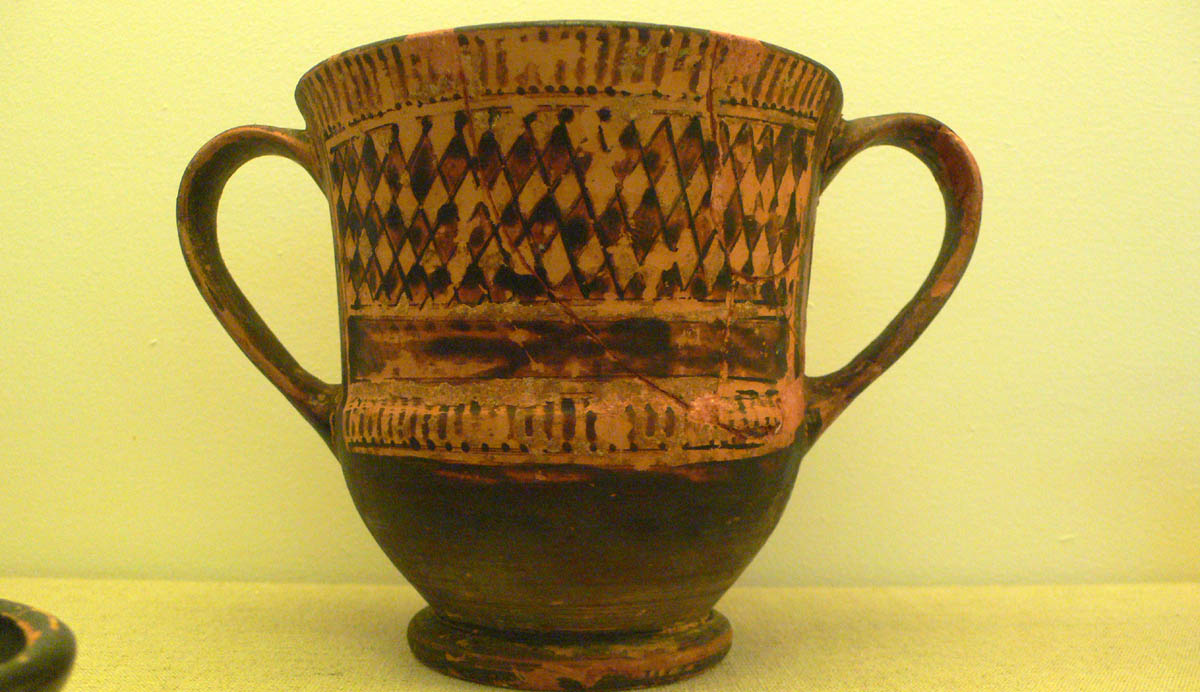
Ceràmica grega de la necròpolis del Puig des Molins (Eivissa)

Les illes Balears acompanyant l'arquitectura ciclòpia dels talaiots, navetes i taules, presenten una cultura determinada on es troben restes de terrissa, que es divideixen en dues fases: la primera entre el 1400 i el 700 aC, i la segona entre el 700 i el 123 aC ja a l'època de la invasió romana. La ceràmica talaiòtica prové principalment dels jaciments funeraris on s'han trobat diversos tipus d'atuells, en la seva majoria petits, que tenen una forma cònica, amb mànec, copes, cassoletes, olles i gerros amb dues nanses. La realització és tosca, amb el sistema d'ordissatge i una textura rústica, que és una conseqüència de l'argila emprada que conté una gran quantitat de quars. Aquesta cultura talaiòtica solament es va donar a les illes de Mallorca i Menorca. Més tard, la ceràmica imita les formes púnico-cartagineses que es produïren a partir del segle iii aC i fins al segle i. Es troben mostres d'aquest tipus de ceràmica a la necròpolis del Puig des Molins de l'illa d'Eivissa.

### Ceràmica grega

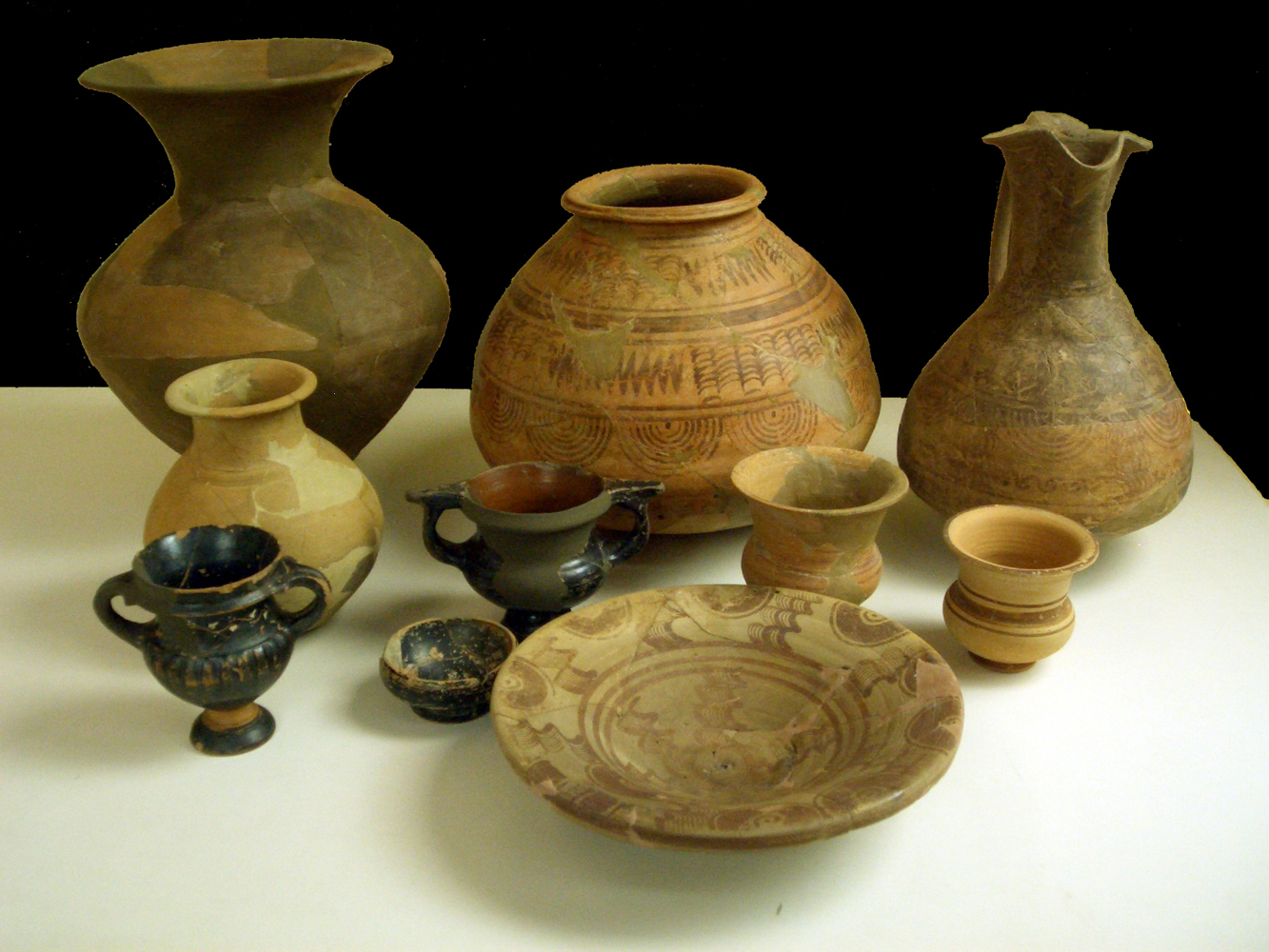
Atuells de taula ibers i grecs a Castellet de Bernabé (València)

Els grecs van establir el seu comerç amb la població ibèrica entre el 600-550 aC, sobretot amb vaixelles seriades. En general, aquestes peces eren produïdes per al gran consum, i presentaven una decoració senzilla, el que demostra que l'economia de la península no era gaire bona en comparació amb la dels etruscs que si compraven veritables obres d'art pel que fa a la ceràmica grega. En aquesta importació peninsular destaquen els kílix, d'una mida entre 10-15 centímetres de diàmetre i amb una base d'uns 10 centímetres; la majoria d'aquestes peces s'han trobat a València i al sud-est de la península. Aquest atuell, junt amb els craters, són les peces més reproduïdes pels terrissaires ibèrics junt amb petits càntirs del tipus askos. Els vasos grecs trobats a Empúries representen més del setanta-cinc per cent del total dels vasos trobats a Espanya.
Durant més de cinc segles, els grecs, celtes, ibers i cartaginesos es juxtaposen per tota la península. Les diferències entre les diverses regions són evidents i es conserven fins a l'edat contemporània. La ceràmica evoluciona a partir de l'arribada dels nouvinguts que s'estableixen al territori i que ensenyen noves tècniques attesanals, així com nous hàbits en l'agricultura i en la cultura culinària.

### Ceràmica ibèrica

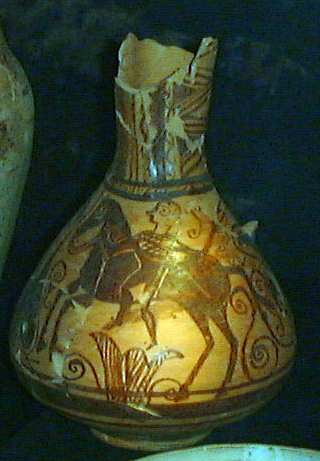
Ceràmica ibèrica al Museu Arqueològic d'Alacant

Els grecs van ser els que van anomenar amb la paraula Ibèria les costes occidentals de la Mediterrània i, per tant, els ibers eren els seus habitants. Segons les excavacions arqueològiques la zona comprenia des de Narbona fins a la vall alta del Guadalquivir. L'arqueologia agrupa la producció de ceràmica en cinc àrees: Múrcia, València, Aragó, Catalunya (amb el sud de França), i una gran part d'Andalusia i de Castella-La Manxa.
Entre els segles VI aC i V aC es produeix una concentració de poblaments. Es creen noves pintures per a la decoració dels atuells obres a les quals s'apliquen terres naturals a base d'òxids minerals; la presència de ferro proporciona colors ataronjats i vermellosos als colors. El material dels pinzells és pèl animal, especialment de la barba de la cabra. Les decoracions van des de simples bandes geomètriques a motius florals, fins a figures zoomòrfiques de cavalls, bous, peixos o gossos, i antropomòrfiques, amb dames i guerrers com a personatges. A les terrisseries ibèriques el mateix autor de l'atuell era qui també pintava la peça, al contrari dels terrissaires grecs que disposaven de pintors per realitzar les decoracions de les peces d'artesania.

### Hispània romana

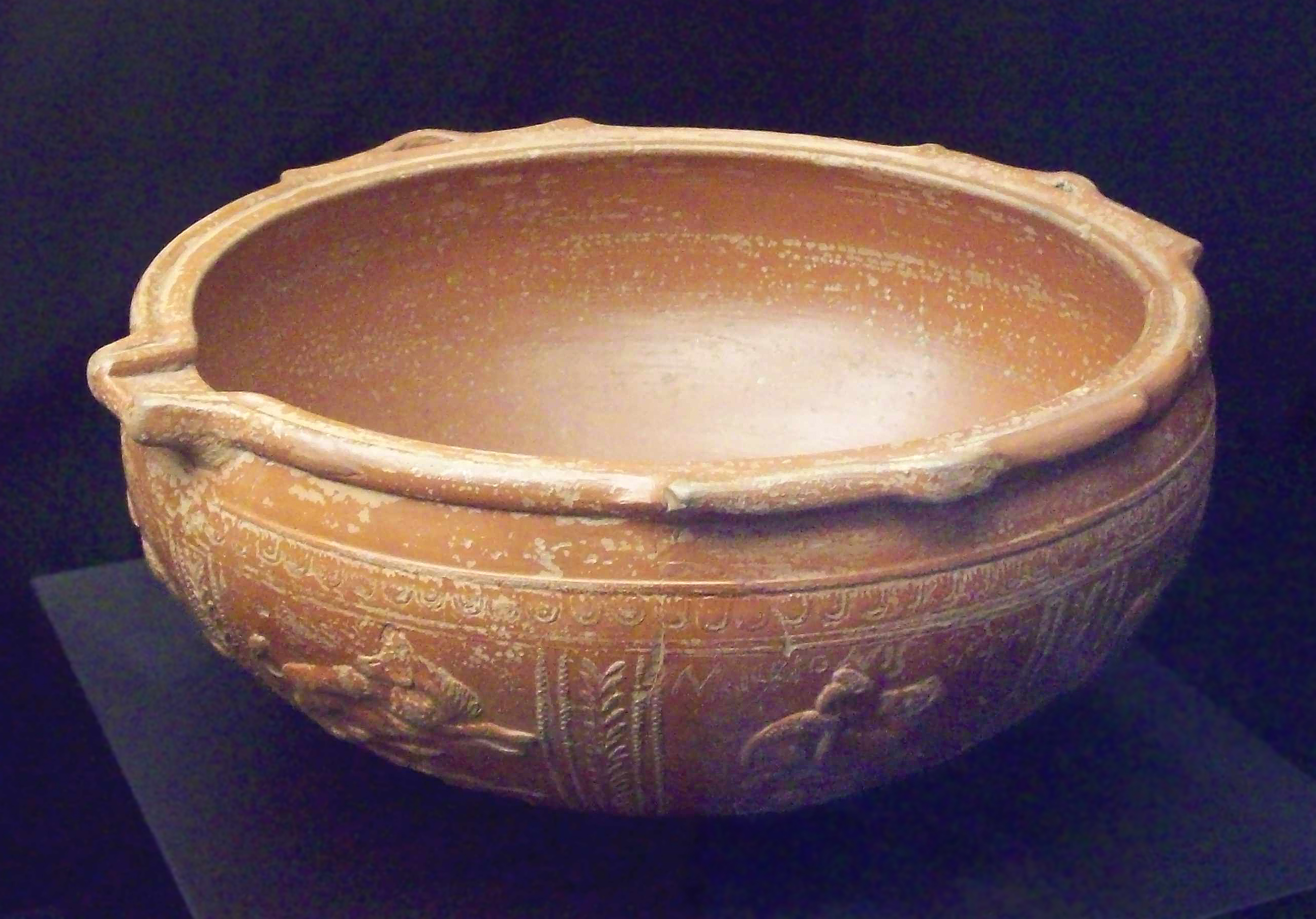
Peça de terra sigillata del procedent de Linares, província de Jaén

Quan Hispània cau sota la potestat de Roma, l'ofici de terrisser experimenta un gran desenvolupament. No tan sols arriben a la península grans quantitats de ceràmica, sinó també operaris que porten i implanten la seva tècnica i el seu saber. A partir del segle i aC, procedent de la Magna Grècia, s'introdueix a tot el territori les primeres vaixelles fines i els vasos de colors vius, peces que són copiades a tots els tallers artesans. Destaquen les obres de vernís negre i vernís vermell, amb parets fines i la coberta vidrada, i els tipus més abundants són les àmfores, lluernes i vaixelles. Les vaixelles es realitzen en diverses modalitats però la de terra sigillata és la preferida i se solia realitzar amb una decoració en relleu, amb galba de color vermell. Els centres de producció a la península es trobaven a Terol, Granada, Andújar, Linares Solsona, Mèrida i La Rioja.
Una altra aplicació de la terrisseria és la producció de canonades per a la conducció de l'aigua:
| «         | Les canonades de ceràmica tenen els següents avantatges: primer, en quant al treball, perquè si succeeix algun desperfecte, qualsevol pot reparar-les; i segon, perquè l'aigua resulta molt més sana conduïda per canonades de ceràmica que de plom (...) I d'altra banda, és millor el sabor del que ha passat per canonada de ceràmica: perquè tots, malgrat tenir les seves taules ben proveïdes de vaixella de plata, tanmateix, adopten vaixelles de ceràmica per beure aigua, perquè elles donen millor sabor | » |
| — Vitrubi | |   |

## Tècniques

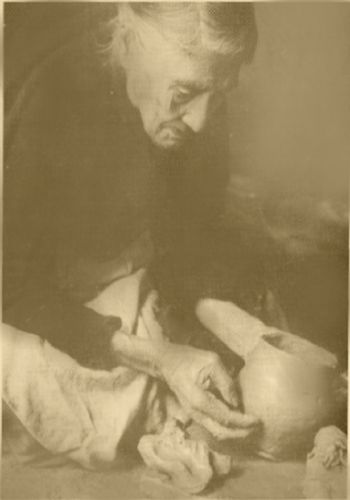
Terrissera xilena

### Tècniques de modelat
Existeixen tres categories bàsiques: 
- Modelat a mà o manual.
- Modelat amb torn. És molt comú que les peces fetes amb torn siguin acabades manualment.
- Modelat al buidatge, o ús del motlle.

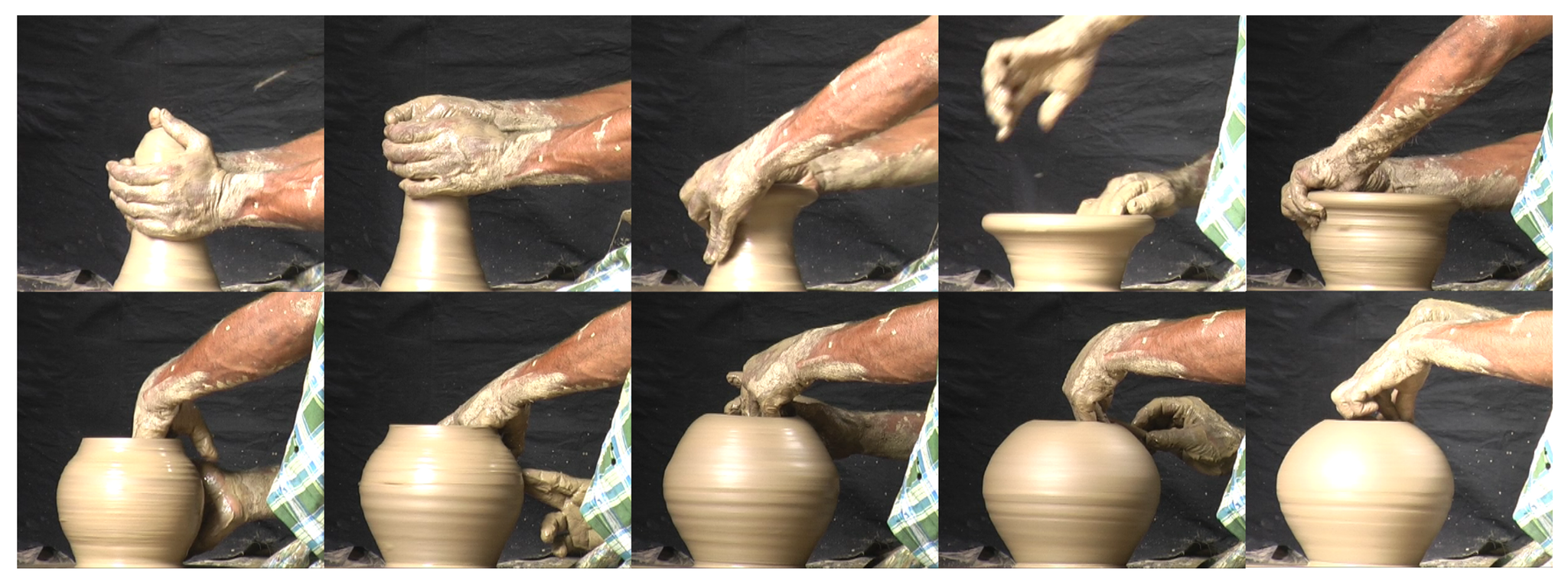
Posicions de les mans durant el modelat amb fang

El modelat a mà, les tècniques manuals, són les més primitives. Les peces són construïdes mitjançant l'estirat de la pasta en rotlles, plaques o boles d'argila que, generalment, queden unides mitjançant un tipus d'argila líquida anomenada barbotina, una mescla d'aigua i argila. Una vegada acabada la peça la superfície s'allisa amb la mateixa mà mullada. Mai dues peces de ceràmica treballades manualment seran exactament iguals, per la qual cosa aquestes tècniques no són les més apropiades per fer jocs de peces idèntiques com, per exemple, vaixelles de cuina, jocs de cafè o de licor.
Les tècniques manuals permeten al ceramista utilitzar la seva imaginació i crear diferents peces artístiques. El modelat a mà era utilitzat pels pobles primitius i encara es troben molts artesans indígenes que fan treballs extraordinaris, com els terrissaires dels indis Pueblo, les tribus de l'Àfrica central i del sud, els aborígens australians, o els habitants d'algunes zones del Japó i de l'Àsia oriental.
El modelat amb torn és la tècnica més utilitzada per a la creació de peces en sèrie. En l'actualitat també és emprat per fer peces singulars o artístiques. Aquest mètode es fa servir des de fa uns 5000 aC a l'antic Egipte, el Pròxim Orient, Àsia i països d'Europa. A la península Ibèrica es creu que va arribar entre els segles V aC i IV aC i, d'una forma generalitzada, a partir del segle iii aC. Per al treball, es col·loca un bol d'argila en la roda del torn, el qual és impulsat pel peu o la mà del terrissaire que el fa girar. La roda gira veloçment mentre l'argila és pressionada d'una determinada manera perquè adquireixi la forma desitjada. El treball amb torn requereix una gran habilitat, però un terrissaire capacitat pot produir moltes peces gairebé idèntiques en poc temps. Actualment s'utilitza més el torn elèctric que requereix menys esforç.
Per la seva naturalesa, els treballs que fan servir el torn són gairebé exclusivament peces amb simetria radial respecte d'un eix vertical. Aquestes peces poden ser decorades mitjançant la creació de diferents textures sobre la seva superfície per tal de fer-les més interessants des del punt de vista visual. Moltes vegades, les peces creades amb el modelat amb torn són modificades manualment, agregant nanses, tapes, peus, pics i altres aspectes funcionals.
El modelat amb motlle, o tècnica de buidatge, és probablement la més apropiada per a la producció en sèrie o industrial. L'argila líquida és abocada en un motlle de guix. Una vegada que el motlle absorbeix la major part de l'aigua de la capa d'argila que queda en contacte amb el guix, l'argila romanent és bolcada fora del motllo i es deixa assecar. Finalment la peça es treu del motllo, se li corregeixen les imperfeccions que pugui tenir i se la deixa assecar a l'aire lliure.

### Tècniques de terminació i decoració

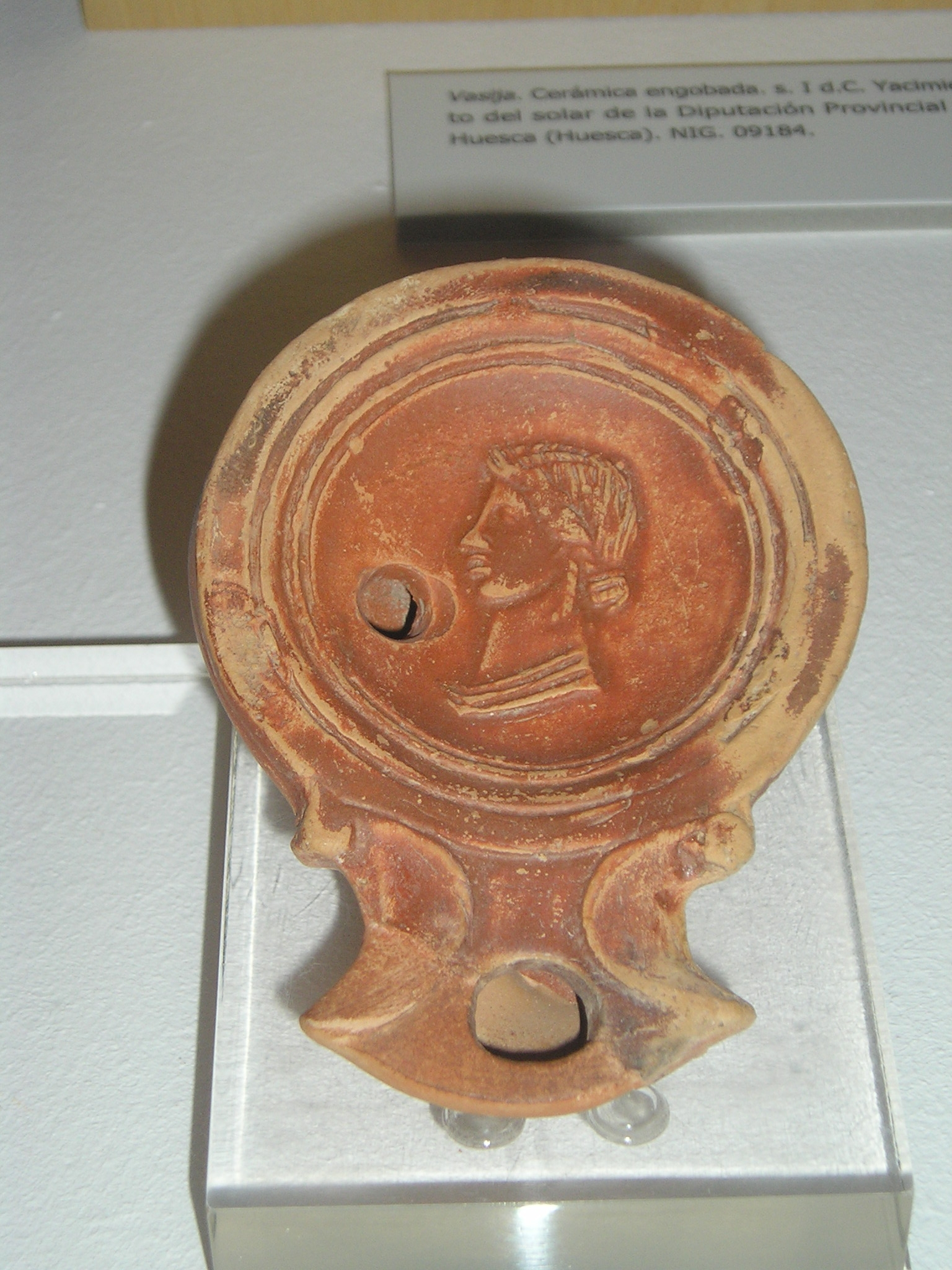
Lluerna romana amb engalba, del trobada a Osca

Antigament, es decoraven els atuells mitjançant determinats treballs addicionals que eren practicats en la seva superfície de la peça. La decoració amb canya va representar un gran avenç; després es realitzava el poliment i finalment el vidrat.
Com a pas previ a la seva modelització, es poden utilitzar additius ceràmics per donar-li color a l'argila. També poden afegir diversos additius per donar-li un aspecte més rústic. L'ús d'arena i altres materials li donen al producte final un acabat amb textures variades. Un altre sistema per donar diferents textures, és el de barrejar partícules combustibles juntament amb l'argila, o pressionar la superfície.
També es poden crear interessants efectes visuals mitjançant l'ús d'argiles de diferents colors. Les argiles de pigmentació diferent són lleugerament pastades en un mateix brioix, abans de començar el modelatge de la peça. Encara que en aquest procés pot ser utilitzada qualsevol argila, les diferents velocitats d'assecatge i expansió durant la cocció fan que habitualment s'utilitza només una pasta ceràmica clara, afegint colorant a una part d'ella. També es pot fer una analogia amb la tècnica de la marqueteria, i el que es fa és pressionar conjuntament petits blocs d'argila acolorida.
El brunyit, igual que la tècnica del mateix nom amb què es treballa al metall, requereix fregar la superfície de la peça contra una altra superfície polida (generalment s'utilitza acer o pedres) fins a allisar, polir i treure brillantor a l'argila. Les argiles més fines queden més polides i brillants que les aspres, i també permeten un millor assecat de la peça abans del brunyit, encara que això augmenta el risc de trencadisses. Per aconseguir una superfície més acabada, es pot aplicar una fina capa de barbotina sobre l'argila quan està ja gairebé seca.
Finalment, l'argila es pot pintar amb diferents classes d'esmalts. Els engalba generalment són aplicats quan la peça es troba crua, en estat de cuir. És usual que les peces decorades amb engalba només passin pel forn ceràmic un cop. Tant els esmalts ceràmics com les calcina que donen un acabat vitri, abans d'aplicar els engalba, necessiten que les peces hagin passat una vegada pel forn, i una segona vegada per fixar la ceràmica, tot i que alguns ceramistes fan tres o més fornades en funció dels resultats que busquen.

## Fases d'elaboració

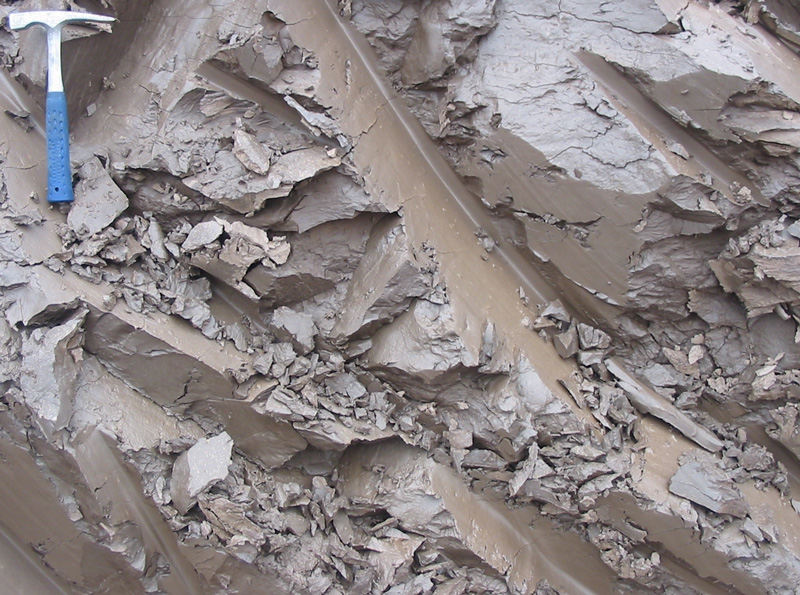
Argila del Quaternari a Estònia

Durant la seva elaboració, totes les peces de ceràmica passen per diverses fases. Primer, l'argila és pastada perquè la humitat i altres partícules es distribueixin homogèniament i per treure qualsevol bombolla d'aire que hagi quedat en el seu interior, fet que pot provocar explosions durant el fornejat o la crema.
Després es modela manualment o mitjançant diverses eines. L'aigua és utilitzada per mantenir la plasticitat de l'argila durant el modelatge, sense que apareguin esquerdes. Els treballs realitzats amb torn generalment necessiten ser desbastats o tornejats per fer que el gruix de la paret sigui uniforme en tota la peça, o per modelar-ne el peu. Aquest procés és dut a terme quan la peça ja s'ha assecat prou per resistir aquest tipus de manipulació.
La peça es deixa a l'aire fins que s'asseca i s'endureix el suficient. Aquesta fase és anomenada estat de cuir. Les peces que es troben així són molt trencadisses, per la qual cosa han de ser manipulades amb cura. Una vegada que la peça s'acaba, es deixa assecar novament perquè perdi la resta de la humitat que encara conté, quedant amb un aspecte semblant a l'os. Quan la peça està totalment seca, el seu color és més clar, i adquireix més duresa. En aquest moment és quan se li sol passar paper de vidre i una esponja humida a fi de polir-la.
Després se la posa al forn, on perd la humitat i adquireix una major resistència i sonoritat. Pot ser que amb aquesta cocció, la peça ja es doni per acabada, com és el cas de la terrisseria, o que encara requereixi fornejats posteriors, com succeeix amb la ceràmica.

## Terminologia

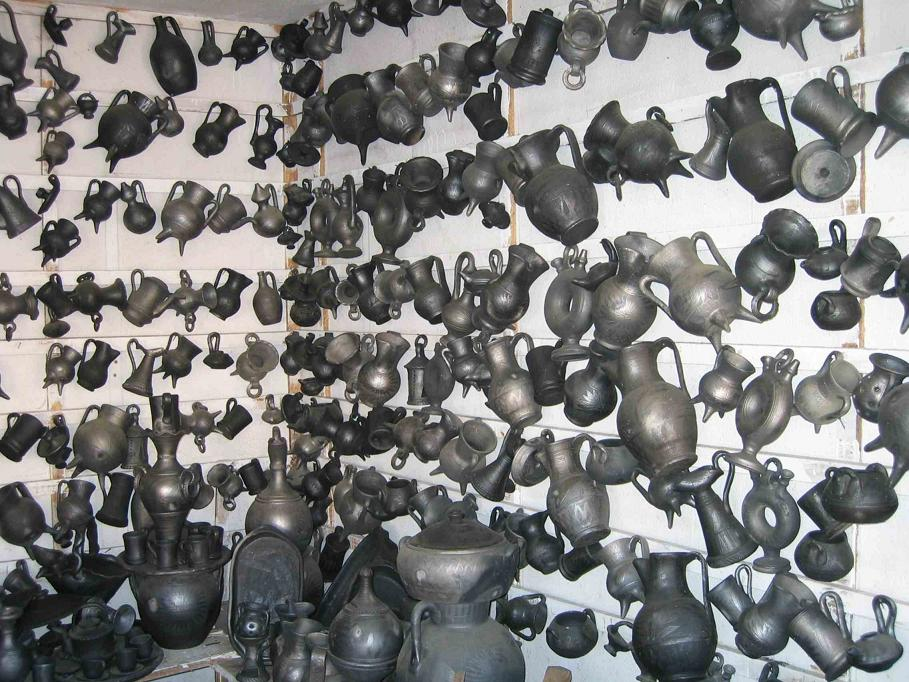
Diversos atuells en fang negre a Portugal

Hi ha una gran varietat de formes i, per tant, una terminologia molt extensa, ja que segons les regions o comarques un mateix objecte adquireix noms diferents. Hi ha atuells que han anat desapareixent i d'altres que, malgrat el pas dels segles, continuen fent-se amb la mateixa forma. Gràcies a molts terrissaires alguns d'aquests objectes han estat recuperats i encara que no compleixen amb la seva primitiva funció són apreciats com a elements decoratius.
- Atuells per a beure. Entre els més antics probablement el bol és el primer. Pel que fa al càntir, va arribar a substituir altres recipients com ara gerros, cantimplores i porrons.
- Atuells de rebost. Principalment servien per guardar aliments i emmagatzemar cereals, com per exemple: gerres per a olives o per a la carn salada del porc, tenalles per a l'aigua, vi o l'oli, cossis per als cereals, tupines, greixoneres o meleres per a la carn, la mel o altres menjars. La gerra era la més comuna i és la que té una mesura com a màxim de 45-50 centímetres; a partir d'aquí són les tenalles que arribaven a assolir els cinc metres d'altura.
- Atuells de cuina. Gerres petites, pots, salers, morters, llibrell, xocolatera, olles, formatgeres, càntirs d'oli o setrills.
- Atuells de taula. Antigament, no s'acostumava a fabricar la vaixella completa com s'usa en l'actualitat, sinó que constava de diverses peces, com plats, bols, escudelles o matoneres. El plat de sang s'utilitzava a la matança del porc.
- Atuells per als animals. Abeuradors i menjadors per a gallines, coloms, etc. També hi ha menjadors per als porcs; a Tivenys es denomina aguiló, i a Quart, basí.

Existeixen també joguines, que ja es feien des de temps molt antics. Al museu municipal de Reus tenen una col·lecció de xiulets, flautes i figures de pessebre. També firetes, en les que es tractava de reproduir en miniatura totes les peces de cuina. Una altra peça molt típica en terrissa és la guardiola.

## Museus

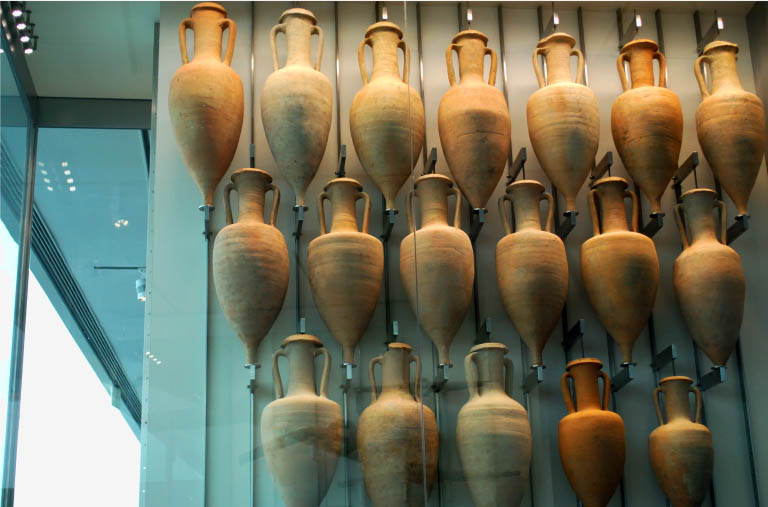
Àmfores romanes al Museu Nacional d'Arqueologia Subaquàtica de Cartagena

- A Madrid hi ha el Museu Arqueològic Nacional d'Espanya, que disposa de col·leccions de ceràmica des dels orígens més antics fins al segle xix. En destaquen de prehistòriques, gregues i àrabs.
- Al País Valencià, hi ha alguns museus dedicats a l'activitat ceràmica, sobretot al Cap i Casal i rodalia, però estan més centrats en la producció de vaixelles i atuells de luxe. El museu de terrissa popular més interessant és el Museu de Cantereria d'Agost, que es troba a la comarca de l'Alacantí.
- A Catalunya hi ha el Museu d'Arqueologia de Catalunya (Barcelona) on destaca la secció de prehistòria, l'argàrica, la púnica d'Eivissa i la romana. Entre altres museus dedicats a l'estudi de les peces de terrissa cal citar: el Terracotta Museu, a la Bisbal d'Empordà, el Museu de Ceràmica Popular a l'Ametlla de Mar, el Centre d'interpretació de la Terrissa Terracota (La Galera), el Museu del Càntir d'Argentona i el Museu de la Terrissa de Quart.
- Existeixen museus per tota la península Ibèrica amb grans exposicions de ceràmica, a Alcoi, Cartagena, Còrdova, Cadis, Conca, Dénia, Eivissa, Elx, Granada, Jaén, Las Palmas de Gran Canària, Linares, Llorca, Múrcia, Palma, Reus, Sevilla, Tarragona, Saragossa i Muelas del Pan.
- A Portugal cal destacar el Museu Nacional d'Art Antic de Lisboa, els palaus de Pena, d'Ajuda, el de Sintra i la fàbrica de Vista Alegre.
- Museu Arqueològic Nacional d'Atenes.[42]
- A França: Musée de Prehistoire, Bellestar (Fenolleda);[43] Musée des Potiers Gallo-romaines Amphoralis. Salles-d'Aude
- Als Estats Units: Museu The Hispanic Society of America, Nova York[44]

## Fires

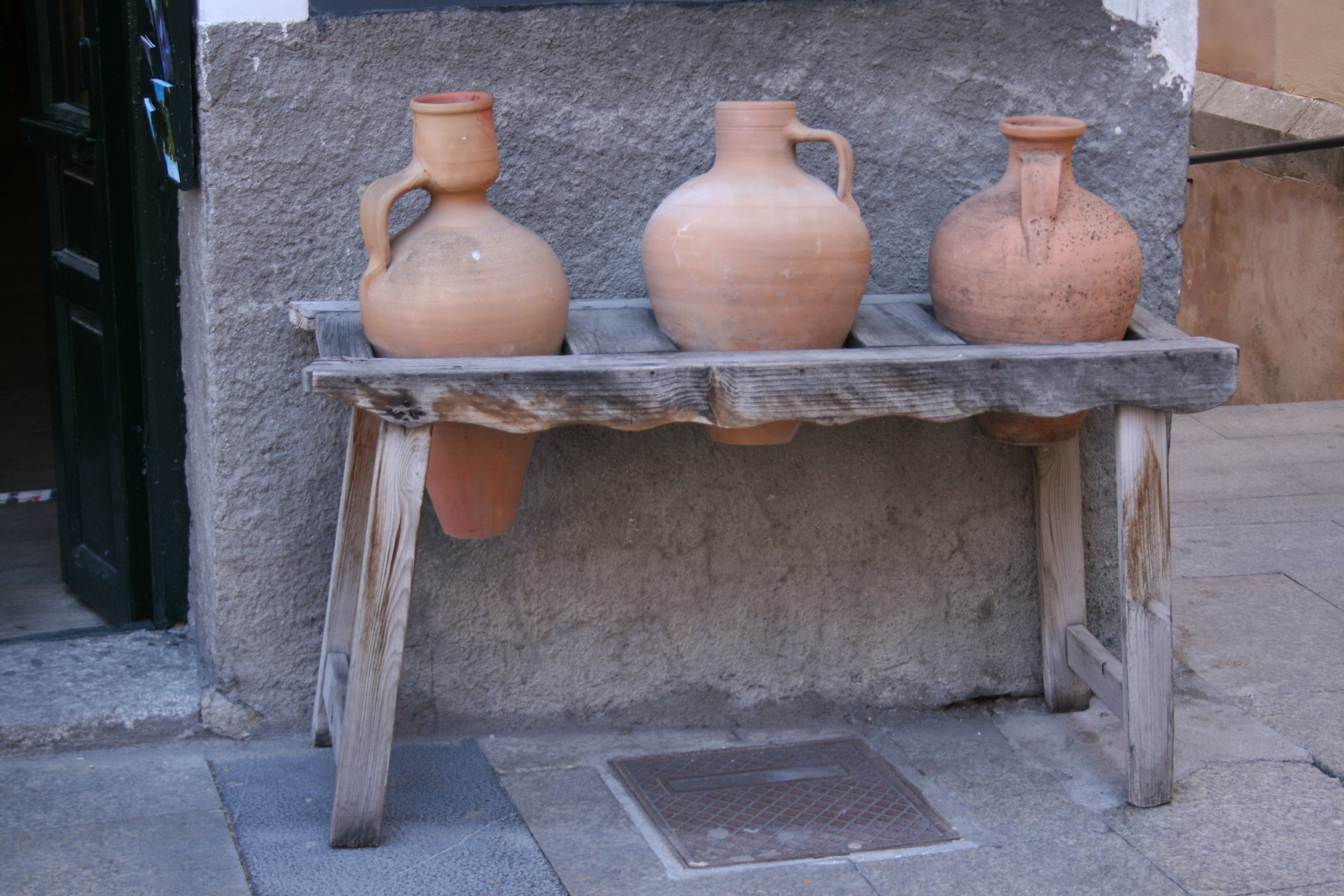
Mostra de càntirs en un suport de fusta

A Catalunya hi ha algunes fires dedicades a la terrissa. La més important és la Fira Internacional de Ceràmica i Terrissa d'Argentona, més coneguda com la Fira del Càntir, que se celebra els dies 4, 5 i 6 d'agost. En ella hi participen més de 90 artesans de ceràmica i terrissa procedents d'arreu de Catalunya, Espanya i àdhuc d'altres països d'Europa. La fira és una activitat tradicional que es fa a Argentona des de l'any 1951. A Quart també se celebra una fira anomenada Fira Mercat de la Terrissa Catalana de Quart. A la població de Celrà se'n celebra una altra anomenada Enfanga't. També és important la Fira Internacional de la Terrissa de La Galera (Tarragona), que se celebra anualment a primers del mes de maig i que compta amb una important participació de Catalunya, Espanya i la resta del món, amb invitats de diferents països que s'arriben fins al municipi del Montsià per mostrar les peces més representatives. Aquesta fira es complementa amb exposicions, mostres, demostracions al torn, etc.
Altres fires a destacar són:
- Feria Internacional de Alfarería a La Bañeza.[47]
- Feria de Alfarería de Almería.[48]